# Strukturakustik
Strukturakustik är den del av akustiken som handlar om ljud i fasta material och strukturer. Både ljudkällan, ljudutbredningen och ljudutstrålningen till omgivningen studeras. Exempelvis studeras vågutbredning plattor och balkar (böjvågor), samt hur dessa strålar ut ljud till omgivningen. Detta studium är grundläggande för byggnadsakustiken.